# Micranthes bryophora
Micranthes bryophora là một loài thực vật có hoa trong họ Saxifragaceae. Loài này được (A. Gray) Brouillet & Gornall mô tả khoa học đầu tiên năm 2007.